# Wola Pierowa
Wola [pronunciación en polaco: /ˈvɔla pjɛˈrɔva/] es un pueblo ubicado en el distrito administrativo de Gmina Nowe Ostrowy, dentro del condado de Kutno, Voivodato de Łódź, en el centro de Polonia. Se encuentra a unos 17 kilómetros al noroeste de Kutno y a 65 kilómetros al norte de la capital regional Łódź.